# The Nile Hilton Incident
The Nile Hilton Incident er en svensk film fra 2017, filmen er instrueret af Tarik Saleh.

## Medvirkende
- Fares Fares som Noredin
- Mari Malek som Salwa Yaser
- Aly Maher som Kamal Mostafa, general
- Slimane Daze som Green Eyed Man
- Ahmed Seleem som Hatem Shafiq
- Mohamed Yousry som Momo
- Hania Amar som Gina

## Eksterne Henvisninger
- The Nile Hilton Incident på Internet Movie Database (engelsk)
- The Nile Hilton Incident på Filmdatabasen
- The Nile Hilton Incident på Scope
- The Nile Hilton Incident i Svensk Filmdatabas (svensk)
- The Nile Hilton Incident på AlloCiné (fransk)
- The Nile Hilton Incident på MovieMeter (nederlandsk)
- The Nile Hilton Incident på AllMovie (engelsk)
- The Nile Hilton Incident på The Movie Database (engelsk)
- The Nile Hilton Incident på Rotten Tomatoes (engelsk)
- The Nile Hilton Incident på Metacritic (engelsk)